# Charlie Pasarell
Charles Pasarell Jr. dit Charlie Pasarell (ou Charlito), né le 12 février 1944 à Santurce (Porto Rico), est un ancien joueur de tennis professionnel et dirigeant de tennis américain.
Il est notamment connu pour avoir été le directeur, propriétaire et organisateur du tournoi d'Indian Wells.

## Biographie
Il fut partie des joueurs qui ont été à l'origine de la création du circuit ATP en 1972. Durant sa carrière, il a toujours été très actif concernant la direction, l'organisation et le développement du tennis professionnel. Membre du conseil d'administration de l'ATP dans les années 1970, il a ensuite été représentant des tournois ATP en Amérique du Nord entre 1985 et 1989 lorsque la Fédération internationale de tennis est devenue l'instance dirigeante du tennis. À la suite de la création de l'ATP World Tour en 1990, Pasarell a été réélu en tant que représentant des tournois, et ce chaque année pendant 20 ans. Il se retire en effet en 2010
.
En tant que directeur de tournoi, il a tout d'abord dirigé celui de La Quinta dès 1981 qui a ensuite été transféré à Indian Wells en 1987. Pasarell réussit à en faire un le tournoi le plus important du calendrier ATP après les tournois du Grand Chelem en négociant notamment des contrats avec les joueurs et les sponsors. Il fait construire un nouveau complexe en 1987 ainsi qu'un hôtel afin de rendre le tournoi plus attrayant qui fait désormais partie des Grand Prix Championship Series, équivalent actuel des Masters 1000. Après 30 années passées à la tête du tournoi, il passe la main en 2012 à l'homme d'affaires Larry Ellison.
Il reste cependant toujours actif dans le domaine du tennis, notamment dans son île natale à Puerto Rico. En août 2014, il a été nommé président du comité international de l'International Tennis Hall of Fame.
Il habite à Indian Wells avec sa femme. Il a deux enfants : un fils et une fille. Il a également un frère, Stanley Pasarell qui a joué au tennis dans les années 60 et qui a participé aux Jeux olympiques de Mexico en 1968. Il est le fils de Charles Manuel Pasarell Sr. (né en 1918), joueur de tennis dans les années 1950.

## Carrière
Il a joué son premier tournoi âgé seulement de 14 ans à Puerto Rico. Il débute en 1960 une carrière de joueur de tennis aux États-Unis et remporte son premier tournoi majeur à Indianapolis en 1962 contre Marty Riessen.
En 1965, il est quart de finaliste à l'US Open. Il remporte en 1967 le Pacific Coast Championships à Berkeley et devient à l'issue de la saison le meilleur joueur de tennis américain. Il a remporté 18 tournois en simple en tant qu'amateur dont l'US National Indoor Championships à deux reprises : en 1966 et 1967. Il passe professionnel en 1968 mais continue de prendre part à des tournois amateurs jusqu'en 1970, à l'image de l'Eastern Grass Court Championships qu'il remporte en 1968 et de l'US National Amateur Championships où il est demi-finaliste l'année suivante.
Dans les tournois du Grand Chelem, il a participé à 4 finales en double dont une à avant l'ère Open et a atteint les quarts de finale à Wimbledon en simple en 1976.
Il a joué sous contrat avec la WCT entre 1971 et 1976.

## Parcours dans les tournois duGrand Chelem

### En simple
| Année | Open d'Australie | Open d'Australie | Internationaux de France | Internationaux de France | Wimbledon       | Wimbledon   | US Open         | US Open      | Open d'Australie | Open d'Australie |
| ----- | ---------------- | ---------------- | ------------------------ | ------------------------ | --------------- | ----------- | --------------- | ------------ | ---------------- | ---------------- |
| 1960  | —                | —                | —                        | —                        | —               | —           | 1er tour (1/64) | Do. Dell     | n.o.             | n.o.             |
| 1961  | —                | —                | —                        | —                        | —               | —           | 2e tour (1/32)  | F. Froehling | n.o.             | n.o.             |
| 1962  | —                | —                | —                        | —                        | —               | —           | 3e tour (1/16)  | J. Mukerjea  | n.o.             | n.o.             |
| 1963  | —                | —                | —                        | —                        | 2e tour (1/32)  | T. Edlefsen | 3e tour (1/16)  | R. Wilson    | n.o.             | n.o.             |
| 1964  | —                | —                | —                        | —                        | 1er tour (1/64) | J. Ulrich   | 3e tour (1/16)  | C. McKinley  | n.o.             | n.o.             |
| 1965  | —                | —                | —                        | —                        | 1er tour (1/64) | R. Wilson   | 1/4 de finale   | R. Osuna     | n.o.             | n.o.             |
| 1966  | —                | —                | —                        | —                        | 3e tour (1/16)  | R. Emerson  | —               | —            | n.o.             | n.o.             |
| 1967  | —                | —                | —                        | —                        | 1/8 de finale   | T. Koch     | 3e tour (1/16)  | B. Hewitt    | n.o.             | n.o.             |
| 1968  | —                | —                | —                        | —                        | 2e tour (1/32)  | K. Rosewall | 3e tour (1/16)  | N. Pilić     | n.o.             | n.o.             |
| 1969  | —                | —                | 1er tour (1/64)          | J. Newcombe              | 1er tour (1/64) | P. Gonzales | 2e tour (1/32)  | T. Addison   | n.o.             | n.o.             |
| 1970  | —                | —                | 2e tour (1/32)           | L. Hoad                  | 3e tour (1/16)  | R. Taylor   | 3e tour (1/16)  | K. Rosewall  | n.o.             | n.o.             |
| 1971  | 2e tour (1/16)   | J. Newcombe      | 1er tour (1/64)          | N. Pietrangeli           | 2e tour (1/32)  | A. Panatta  | 1er tour (1/64) | C. Richey    | n.o.             | n.o.             |
| 1972  | —                | —                | —                        | —                        | —               | —           | 3e tour (1/16)  | C. Drysdale  | n.o.             | n.o.             |
| 1973  | —                | —                | 3e tour (1/16)           | R. Taylor                | —               | —           | 3e tour (1/16)  | J. Connors   | n.o.             | n.o.             |
| 1974  | —                | —                | 2e tour (1/32)           | J. Fillol                | 2e tour (1/32)  | B. Mottram  | 3e tour (1/16)  | K. Rosewall  | n.o.             | n.o.             |
| 1975  | —                | —                | —                        | —                        | 3e tour (1/16)  | M. Riessen  | 3e tour (1/16)  | J. Fillol    | n.o.             | n.o.             |
| 1976  | 1/8 de finale    | R. Case          | 2e tour (1/32)           | J. Fassbender            | 1/4 de finale   | I. Năstase  | 1er tour (1/64) | E. Dibbs     | n.o.             | n.o.             |
| 1977  | 1/8 de finale    | G. Vilas         | —                        | —                        | 2e tour (1/32)  | S. Smith    | 1er tour (1/64) | J. Feaver    | —                | —                |
| 1978  | n.o.             | n.o.             | —                        | —                        | —               | —           | 1er tour (1/64) | P. Fleming   | —                | —                |
| 1979  | n.o.             | n.o.             | —                        | —                        | 1er tour (1/64) | S. Mayer    | 1er tour (1/64) | J. Lloyd     | —                | —                |

N.B. : à droite du résultat se trouve le nom de l'ultime adversaire.

### En double
| Année | Open d'Australie     | Open d'Australie     | Internationaux de France    | Internationaux de France | Wimbledon                     | Wimbledon               | US Open                       | US Open                 | Open d'Australie | Open d'Australie |
| ----- | -------------------- | -------------------- | --------------------------- | ------------------------ | ----------------------------- | ----------------------- | ----------------------------- | ----------------------- | ---------------- | ---------------- |
| 1968  | —                    | —                    | —                           | —                        | 1/4 de finale A. Ashe         | B. Hewitt F. McMillan   | 1/2 finale C. Graebner        | A. Ashe A. Gimeno       | n.o.             | n.o.             |
| 1969  | —                    | —                    | 1/4 de finale A. Ashe       | J. Newcombe T. Roche     | 1/8 de finale A. Ashe         | D. Contet F. Jauffret   | Finale D. Ralston             | K. Rosewall F. Stolle   | n.o.             | n.o.             |
| 1970  | —                    | —                    | Finale A. Ashe              | I. Năstase I. Țiriac     | 1/8 de finale E. van Dillen   | T. Okker M. Riessen     | 1/4 de finale E. van Dillen   | P. Barthes N. Pilić     | n.o.             | n.o.             |
| 1971  | 1/2 finale R. Lutz   | T. Okker M. Riessen  | 1/4 de finale R. Lutz       | B. Fairlie F. McMillan   | 2e tour (1/16) R. Lutz        | S. Smith E. van Dillen  | 1/8 de finale R. Lutz         | J. Newcombe R. Taylor   | n.o.             | n.o.             |
| 1972  | —                    | —                    | —                           | —                        | —                             | —                       | 2e tour (1/16) F. Froehling   | R. Case G. Masters      | n.o.             | n.o.             |
| 1973  | —                    | —                    | 1/8 de finale F. Froehling  | M. Estep K. Warwick      | —                             | —                       | 1er tour (1/32) C. Dibley     | P. Gerken R. McKinley   | n.o.             | n.o.             |
| 1974  | —                    | —                    | 1/8 de finale E. van Dillen | P. Beust D. Contet       | 1/4 de finale E. van Dillen   | R. Lutz S. Smith        | 1er tour (1/32) E. van Dillen | R. Carmichael A. Stone  | n.o.             | n.o.             |
| 1975  | —                    | —                    | —                           | —                        | 1/8 de finale R. Tanner       | V. Gerulaitis S. Mayer  | 2e tour (1/16) R. Tanner      | M. Cahill J. Whitlinger | n.o.             | n.o.             |
| 1976  | 1/2 finale S. Smith  | J. Newcombe T. Roche | —                           | —                        | 1er tour (1/32) A. Ashe       | D. Crealy K. Warwick    | 1er tour (1/32) A. Ashe       | G. Vilas I. Țiriac      | n.o.             | n.o.             |
| 1977  | Finale E. van Dillen | A. Ashe T. Roche     | —                           | —                        | 1er tour (1/32) E. van Dillen | S. Ball K. Warwick      | 1er tour (1/32) D. Ralston    | P. Kronk C. Letcher     | —                | —                |
| 1978  | n.o.                 | n.o.                 | —                           | —                        | 2e tour (1/16) E. van Dillen  | C. Dowdeswell C. Kachel | 2e tour (1/16) C. Graebner    | F. McMillan B. Hewitt   | —                | —                |
| 1979  | n.o.                 | n.o.                 | —                           | —                        | 1er tour (1/32) F. Stolle     | D. Collings J. Trickey  | 1/8 de finale D. Schneider    | J. Sadri T. Wilkison    | —                | —                |
| 1980  | n.o.                 | n.o.                 | —                           | —                        | —                             | —                       | 1/8 de finale C. Graebner     | B. Hewitt F. McMillan   | —                | —                |

N.B. : le nom du ou de la partenaire se trouve sous le résultat ; le nom des ultimes adversaires se trouve à droite.